# La Dame de Saïgon
Pour plus de détails, voir Fiche technique et Distribution.
La Dame de Saïgon est un téléfilm documentaire réalisé par Jocelyne Saab en 1997 au Vietnam pour la chaîne française France 2.

## Synopsis
La doctoresse Duong Duinh Hoa a fait le maquis pendant la guerre du Viêt Nam, puis est devenue députée communiste au gouvernement. Elle crée ensuite un établissement de pédiatrie à Saïgon et des centres de santé dans le pays, ainsi qu'un système de crédit pour les plus démunis.

## Fiche technique
- Titre : La Dame de Saïgon
- Réalisation : Jocelyne Saab
- Commentaire : Roger Assaf
- Photographie : Patrick Blossier[2], Barbara Doussot[3]
- Son : Pierre Doussot[2]
- Production : ADR Productions, Dokumenta
- Droits de diffusion : Nessim Ricardou
- Format : couleurs - Beta
- Genre : film documentaire
- Durée :  60 minutes

## Prix
Prix du meilleur film documentaire français du Sénat français,.

## Diffusion
Le film est diffusé sur France 2 et dans de nombreux festivals internationaux.